# Rolf Søder
Rolf Søder, född Søderstrøm 4 juli 1918 i Kristiania (nuvarande Oslo), död där 23 augusti 1998, var en norsk skådespelare. Han ändrade efternamn till Søder 1944.

## Biografi

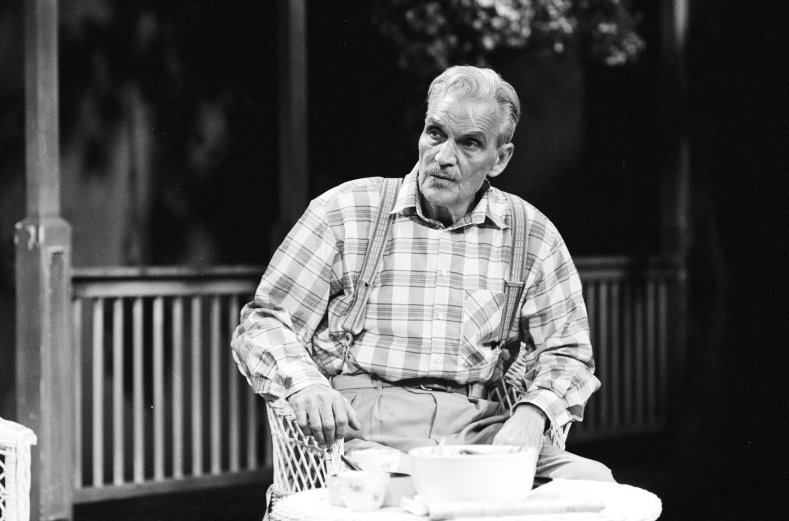
Søder i pjäsen Alle mine sønner på Nationaltheatret 1987.

Søder började praktisera som typograf 1937–1944. Under andra världskriget väcktes skådespelarintresset och han scendebuterade 1944 vid Bjørnevik Teater i pjäsen Pygmalion. Efter engagemang vid Chat Noir verkade han 1946–1950 vid Den Nationale Scene. År 1949 samt 1950–1951 var han vid Riksteatret, 1951–1952 vid Rogaland Teater och 1952–1959 vid Folketeatret. Vid den sistnämnda fick han sitt genombrott som särpräglad och modern karaktärsskådespelare. Han gjorde bland annat rollen som Mackie i Tolvskillingsoperan samt Weill och Scipio i Robert E. Sherwoods Hennes hemliga vapen. Därefter följde engagemang vid Det norske teatret 1959–1964, Fjernsynsteatret 1964–1968 och Nationaltheatret 1968–1988.
Vid sidan av teatern verkade Søder som film- och TV-skådespelare. Han debuterade 1955 i Den blodiga vägen och gjorde 70 film- och TV-roller fram till 1993. Han gjorde sina första större roller som landsstrykare i Edith Carlmars Unga syndare respektive den äkta mannen i Erik Løchens Jakten (båda 1959). Han erhöll Moskvas filmfestivals pris för bästa skådespelare för sin rollprestation i Brent jord samt Filmkritikerpriset 1980 för huvudrollen i Belønningen.

## Familj
Søder var son till järn- och metallarbetaren Karl Johan Søderstrøm (1888–1932) och Margit Westbye (1886–1972). Han var från 1950 gift med dansaren och skådespelaren Berit Søder, född Lindtner Næss (född 1931).

## Filmografi (urval)
- 1955 – Den blodiga vägen
- 1956 – Kvinnens plass
- 1957 – Nio liv
- 1957 – På slaget åtte
- 1958 – Människor på flykt
- 1958 – Pastor Jarman kommer hjem
- 1959 – Jakten
- 1959 – Unga syndare
- 1960 – Det store varpet
- 1961 – Strandhugg
- 1961 – I faresonen
- 1961 – Hans Nielsen Hauge
- 1962 – Tonny
- 1963 – Elskere
- 1964 – Marenco
- 1964 – Klokker i måneskinn
- 1964 – Nydelige nelliker
- 1965 – Raude roser åt meg (TV-serie)
- 1965 – Vaktpostene
- 1966 – Før frostnettene
- 1968 – Prinsessa på villovägar
- 1969 – Brent jord
- 1973 – Jentespranget
- 1974 – Den siste Fleksnes
- 1974 – Ön vid världens ände
- 1975 – Faneflukt
- 1975 – Olsenbandens sista kupp
- 1975 – Fru Inger til Østråt
- 1977 – Lykkespill (TV-serie)
- 1977 – Karjolsteinen
- 1978 – Twigs (TV-serie)
- 1978 – Kong Sverre (TV-serie)
- 1979 – Rallarblod
- 1979 – Grenseland (TV-serie)
- 1980 – Belønningen
- 1980 – Åpenbaringen
- 1980 – Guro (TV-serie)
- 1983 – Hockeyfeber
- 1987 – På stigende kurs
- 1989 – Sigurd Drakedreper